# Krogh (Mondkrater)
Krogh ist ein kleiner Einschlagkrater im östlichen Teil des Erdmondes südöstlich des Kraters Auzout.
Der Umriss von Krogh ist im Wesentlichen kreisrund und schüsselförmig. Der Kraterwand ist im Norden mächtiger als im Süden. Darüber hinaus weist der Krater keine auffälligen Merkmale auf.
Ehe der Krater 1976 durch die Internationale Astronomische Union (IAU) seinen heutigen Namen erhielt, war er als 'Auzout B' bekannt.